# Skive Trav
Skive Trav eller Skive Trav Nordvestjysk Væddeløbsforening, är en travbana belägen i Skive i Region Mittjylland i Danmark. Travbanan invigdes 1948, och är en av få banor i Danmark som har open stretch.

## Historia
Den första travbanan i Skive byggdes 1948 med namnet Nordvestjysk Væddeløbsbane, där idag är kasernområde. Skyddsanläggningarna togs då över från det övergivna flyktinglägret i Jegstrup och bestod huvudsakligen av gamla bostadsbaracker. Den 25 juli 1948 invigdes banan, och över 10 000 åskådare var närvarande på banans första officiella tävlingsdag. En av de största drivkrafterna bakom anläggningen var slaktmästaren Marius Jensen, som hyllas varje år med ett lopp i hans namn.
På 1960-talet beslutade regeringen att bygga ett helt nytt kasernområde i Skive, på området där travbanan låg. 1966 fick föreningen bakom travbanan över en miljon kronor från staten för att kunna flytta från området. Efter diskussioner om att flytta travbanan till Herning, beslutades det att flytta banan en kilometer söderut, till den nuvarande platsen i utkanten av skogen på Flyvej.

## Om banan
Huvudbanans totala längd förlängdes 2014 från 800 meter till 950 meter och har ett underlag av finkornigt stenmjöl. Skive Trav är en av få banor i Danmark som har open stretch. På banan körs vanligtvis lopp över distanserna 1 700 eller 2 100 meter.
Banan slog intäktsrekord den 20 april 2008, när publiken spelade för 2 044 846 kronor. Detta hände under banans årliga tävlingshelg "Musketerweekend" som är banans största årliga tävlingar.

## Kända profiler
Banans mest kända profiler är travhästen Tarok, som var hemmahörande på banan under sin tävlingskarriär, samt dess tränare Jørn Laursen som hade banan som hemmabana under flera år.
Idag huserar tränare som Morten Friis, Knud Mønster och Jeppe Rask på banan.